# Société d'aviron Koxtape
Maillots
Pasai Donibane Koxtape Arraun Elkartea (Société d'Aviron Koxtape Pasaia de San Juan en 'euskara') est un club d'aviron du quartier de San Juan de la localité guipuscoanne de Pasaia.
Le club date de 1965, sa couleur représentative est le rose et sa traînière le San Juan.
Il a été une des équipes fondatrices de la première Ligue ACT en 2003 et contribue avec le Sanpedrotarra (gentilé de San Pedro, autre quartier de Pasaia) et l'Illunbe et fait de Pasaia la seule localité de la région cantabrique qui a été représentée par trois équipes différentes dans la compétition maximale de l'aviron.

## Histoire
Le Club se constitue le 12 novembre 1965, avec la dénomination de CLUB ATHLÉTIQUE KOXTAPE, son but étant la pratique de l'athlétisme, de là l'adjectif appliqué à ce dernier. Son nom est en mémoire et hommage à Doña Pilar Sansinenea qui a eu l'heureuse idée de baptiser avec lui la piste d'athlétisme disparue.
Les difficultés dans lesquelles se trouvaient les jeunes pratiquants, tant en l'absence d'installations comme de moyens matériels et économiques, ont encouragé les membres du club à changer de sport, en s'orientant au début vers l'aviron dans la spécialité de banc mobile en 1967. L'aviron était le sport roi à San Juan mais la spécialité de banc mobile était une facette de l'aviron qui dans la ville n'avait pas été pratiquée, et ce sera le club qui le met en pratique. Avoir des installations pour pouvoir pratiquer, la baie pasaitarra (gentilé basque de Pasaia), il a fait que cette discipline de l'aviron se développe et en outre que le club commence plus tard aussi à pratiquer l'aviron en banc fixe, dans toutes ses disciplines.
San Juan, club fondateur de l'ACT, parvient à revenir à la Ligue San Miguel (nom actuel de la ligue ACT) dans la saison 2009 avec la SDR Astillero.

## Palmarès

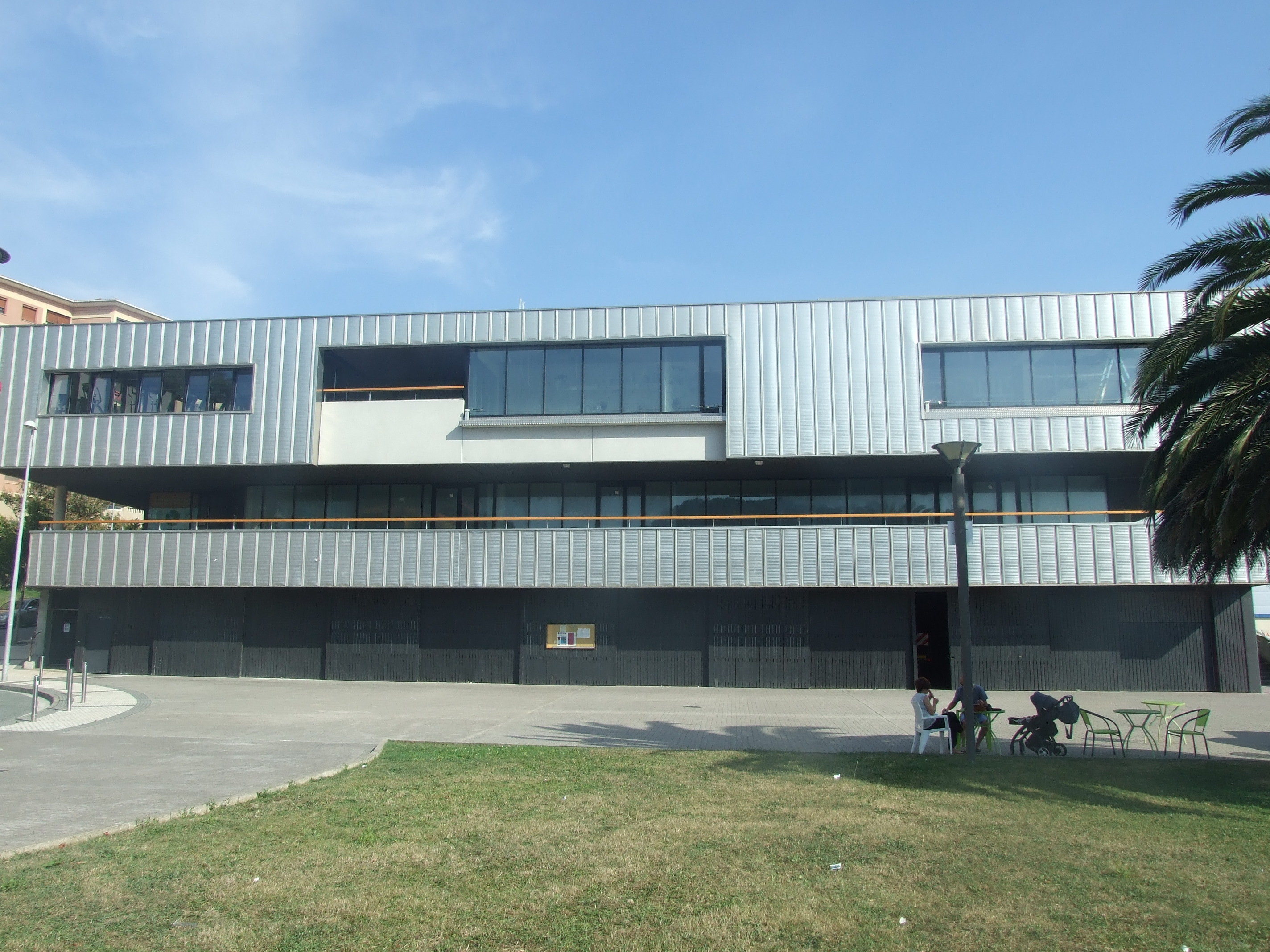
Installations Koxtape Arraun Elkartea.

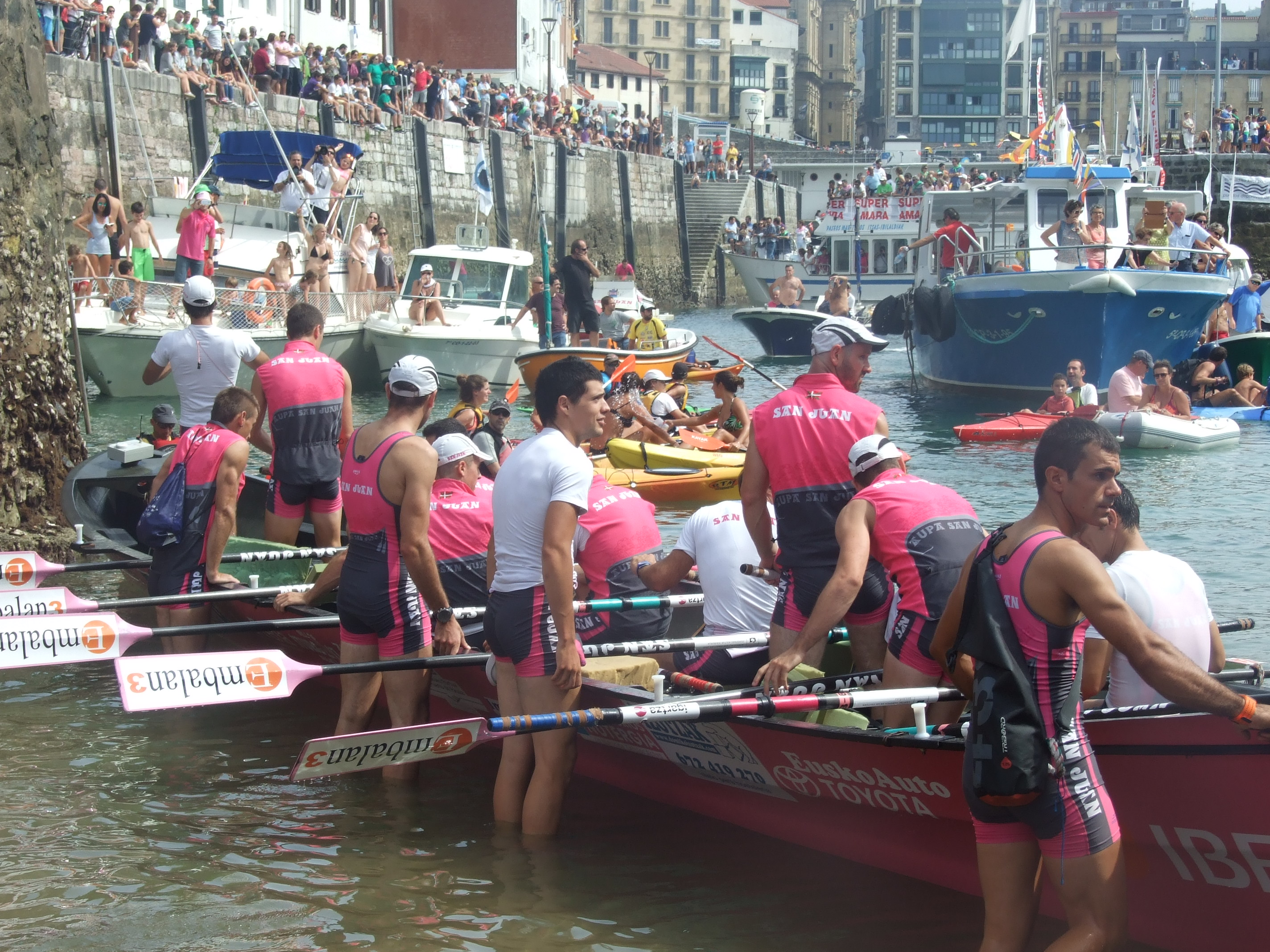
Drapeau de La Concha 2016.

### Titres nationaux
- 1 Championnat d'Espagne de trainières: 1991.

### Drapeaux
- 10 Drapeau de La Concha: 1924, 1956, 1961, 1962, 1963, 1986, 1988, 1990, 1995 et 1999.
- 4 Drapeau Villa de Bilbao: 1978, 1988, 1989 et 1990.
- 3 Drapeau d'Ondarroa: 1983, 1986 et 2000.
- 1 Drapeau Prince des Asturies: 1984.
- 3 Championnat de trainières d'Euskadi: 1985, 1990 et 2000.
- 4 Championnat du Guipuscoa de trainières: 1978, 1991, 2000 y 2003.
- 3 Drapeau de Bermeo: 1985, 1986 et 2000.
- 5 Grand Prix d'Astillero: 1985, 1986, 1989, 1990 et 1991.
- 2 Grand Prix du Nervion: 1985 et 1988.
- 2 Drapeau du Real Astillero de Guarnizo: 1986 et 1990.
- 3 Drapeau de Santoña: 1986, 1992 et 1994.
- 1 Drapeau Pryca: 1986.
- 1 Drapeau de Biarriz: 1986.
- 5 Drapeau de Santurtzi: 1986, 1988, 1989, 1990 et 2007[1].
- 2 Drapeau de Sestao: 1987 et 1990.
- 2 Drapeau de Hondarribia: 1987 et 1988.
- 2 Drapeau de Zarautz: 1989 et 1990.
- 1 Drapeau d'Elantxobe: 1991.
- 2 Drapeau de Saint-Jean-de-Luz: 1996 et 1999.
- 2 Drapeau de Flavióbriga: 1999 et 2001.
- 1 Drapeau d'Erandio: 2005.
- 1 Drapeau Petronor: 2007.
- 1 Drapeau Donostiarra: 2009.

### Sources
- (es) Cet article est partiellement ou en totalité issu de l’article de Wikipédia en espagnol intitulé « Sociedad de Remo Koxtape Pasajes de San Juan » (voir la liste des auteurs).